# Allium gooddingii
Allium gooddingii là một loài thực vật có hoa trong họ Amaryllidaceae. Loài này được Ownbey mô tả khoa học đầu tiên năm 1949.